# Schloss Armstorf

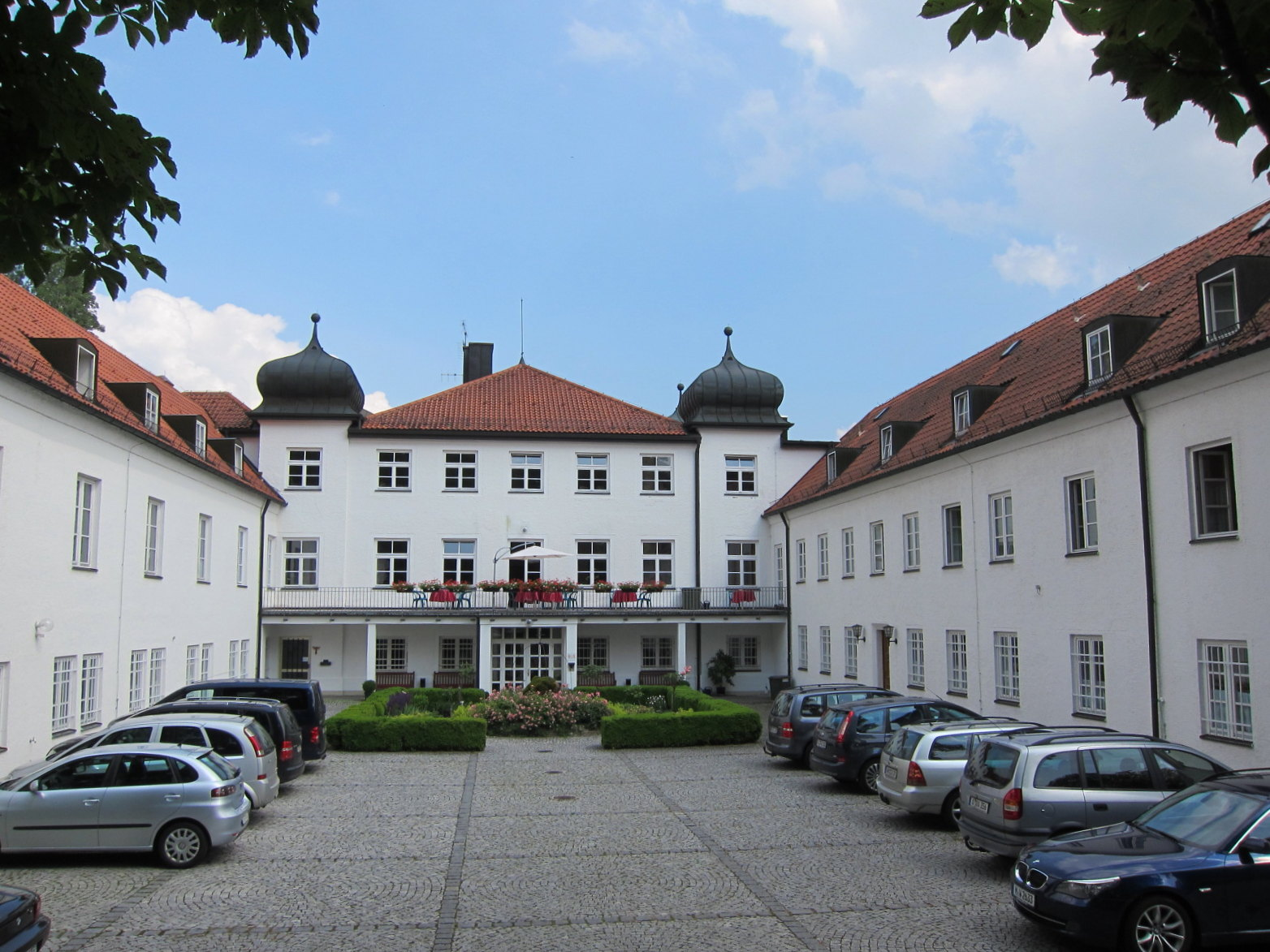
Ehemaliges Schloss

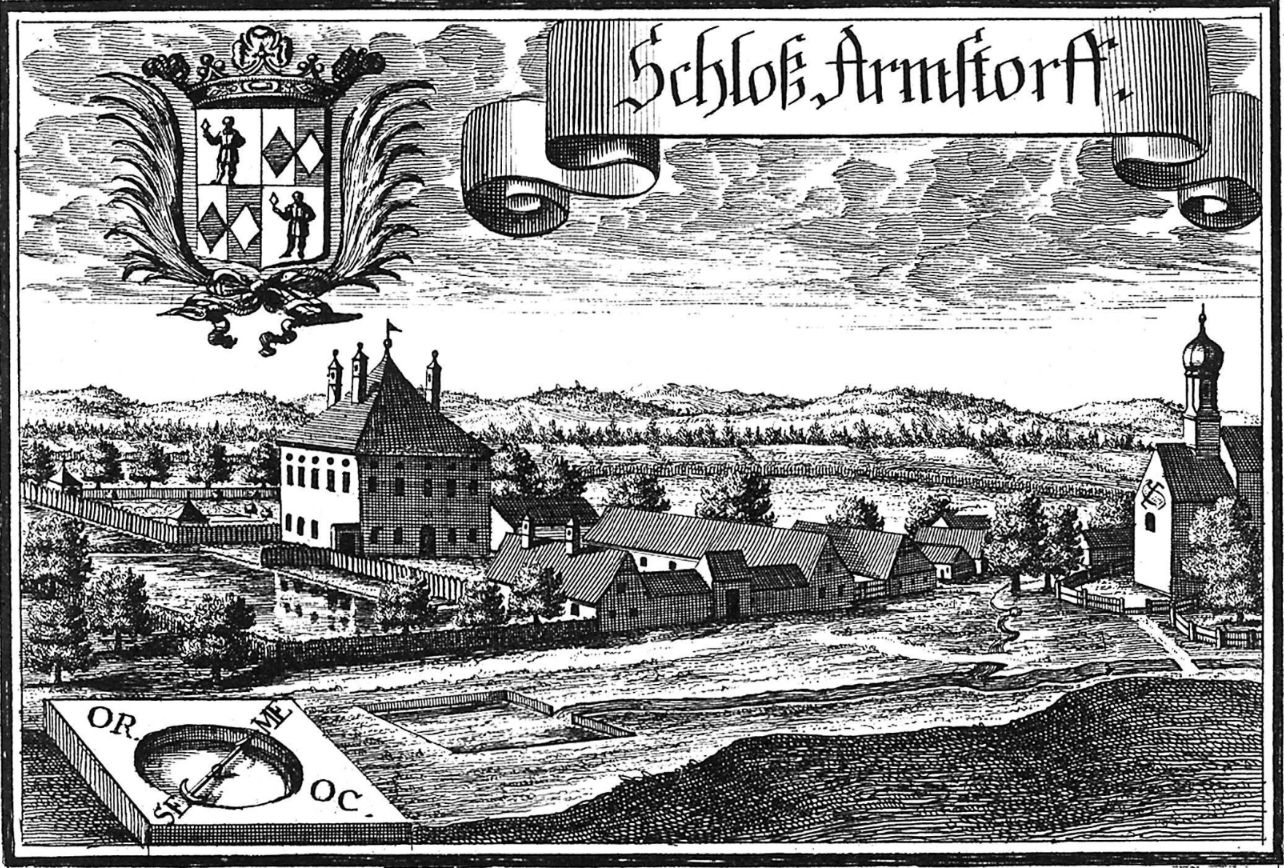
Schloss Armstorf nach einem Stich von Michael Wening

Schloss Armstorf ist ein Schloss, jetzt Bildungsstätte der Franziskanerinnen, in Armstorf, einem Ortsteil der Gemeinde Sankt Wolfgang im Goldachtal im oberbayerischen Landkreis Erding.

## Geschichte
Die erste urkundliche Erwähnung aus dem Jahr 1180 nennt eine Berta von Armstorf. Seit spätestens 1434 waren die Westacher Herren in Armstorf, das bis 1560 Teil der Grafschaft Haag war. Die Westacher waren hier als Hofmarkspfleger und Pflegrichter für die Grafen von Haag tätig, ihr Auftrag war lange die Sicherung der Grenzen und die Verteidigung der Freien Reichsgrafschaft Haag.
1622 wurde das jetzige  Schloss Armstorf auf den Grundmauern eines Vorgängerbaus als zweigeschossiger Walmdachbau durch die Westacher auf Moosen, Zeilhofen, Weg und Armstorf errichtet. Die Westacher starben mit Johann Ferdinand von Westach im Jahr 1722 im Mannesstamm aus. Die Erbtochter Maria Josepha heiratete den Freiherrn Joseph Dichtl von Tutzing, der Armstorf und Moosen um 1725 an die Freiherren von Morawitzky verkaufte. Joseph Clemens Graf von Morawitzky auf Tenczin und Rudnitz, Herr auf Moosen, Arnstorf und Ramlesreuth (1711–1786), der Sohn des Theodor Heinrich, war zuletzt Vizestatthalter in Amberg und Wirklicher Geheimer Rat sowie Großkomtur des bayerischen St. Georgsordens. Nach Auflösung der Hofmark 1804 und dem Verkauf 1813 wechselte das Schloss mehrfach den Besitzer.
Seit der Jugendstilzeit steht das Schloss so, als dreigeschossiger viertürmiger Hauptbau mit zwei Seitenflügeln, wie es sich heute als Bildungsstätte der Franziskanerinnen darstellt. 1926 eröffnete der Verein „Kinderheim und Heilstätte Maria Quell“ nach umfangreichen Umbauarbeiten eine Heilanstalt für Kinder. Diese wurde dann 1929 von Franziskanerinnen aus Au am Inn übernommen. Es diente ab 1943 als Ausweichkrankenhaus von München-Schwabing.
Ab 1954 wurde unter eigener Regie ein Kinderkrankenhaus mit Krankenpflegeschule gegründet. Seit 1975 dient es als Bildungsstätte der Franziskanerinnen.

## Beschreibung
Die Anlage ist unter der Aktennummer D-1-77-137-7 als denkmalgeschütztes Baudenkmal verzeichnet und folgendermaßen beschrieben:
Ehemaliges Schloss: Dreiflügelanlage mit zwei- und dreigeschossigen Walmdachbauten, Mittelflügel wohl 18. und 1. Hälfte 19. Jahrhundert, Seitenflügel wohl modern. 